# Ашикур
Ашику́р (фр. Achicourt) — коммуна во Франции, регион О-де-Франс, департамент Па-де-Кале, округ Аррас, кантон Аррас-3. Пригород Арраса, расположен в 3 км к юго-западу от центра города, на пересечении автодорог D3 и D5. Через город протекает речка Креншон.
Население (2018) — 7 878 человек.

## Достопримечательности
- Старая ветряная мельница, реконструированная в 1994 году
- Церковь Святого Ведаста XII века
- Церковь Святого Кристофа XII века
- Остатки замка-мотта XIII века

## Экономика
Структура занятости населения:
- сельское хозяйство — 2,2 %
- промышленность — 6,9 %
- строительство — 6,4 %
- торговля, транспорт и сфера услуг — 49,5 %
- государственные и муниципальные службы — 35,0 %

Уровень безработицы (2017) — 14,1 % (Франция в целом — 13,4 %, департамент Па-де-Кале — 17,2 %). 

Среднегодовой доход на 1 человека, евро (2017) — 20 050 (Франция в целом — 21 110, департамент Па-де-Кале — 18 610).

## Демография
Динамика численности населения, чел.

## Администрация
Пост мэра Ашикура с 2020 года занимает Жан-Поль Леблан (Jean-Paul Leblanc). На муниципальных выборах 2020 года возглавляемый им левый список одержал победу во 2-м туре, получив 48,26 % голосов (из трех списков).
| Период | Период | Фамилия         | Партия                  | Примечания             |
| ------ | ------ | --------------- | ----------------------- | ---------------------- |
| 1971   | 1983   | Андре Лансьяль  |                         | коммерческий директор  |
| 1983   | 1989   | Эмиль Сурмей    | Разные левые            | работник компании SNCF |
| 1989   | 2008   | Франсуа Менар   | Социалистическая партия | преподаватель колледжа |
| 2008   | 2020   | Паскаль Лашамбр | Социалистическая партия | учитель                |
| 2020   |        | Жан-Поль Леблан |                         |                        |

## Города-побратимы
- Идар-Оберштайн, Германия

## Галерея

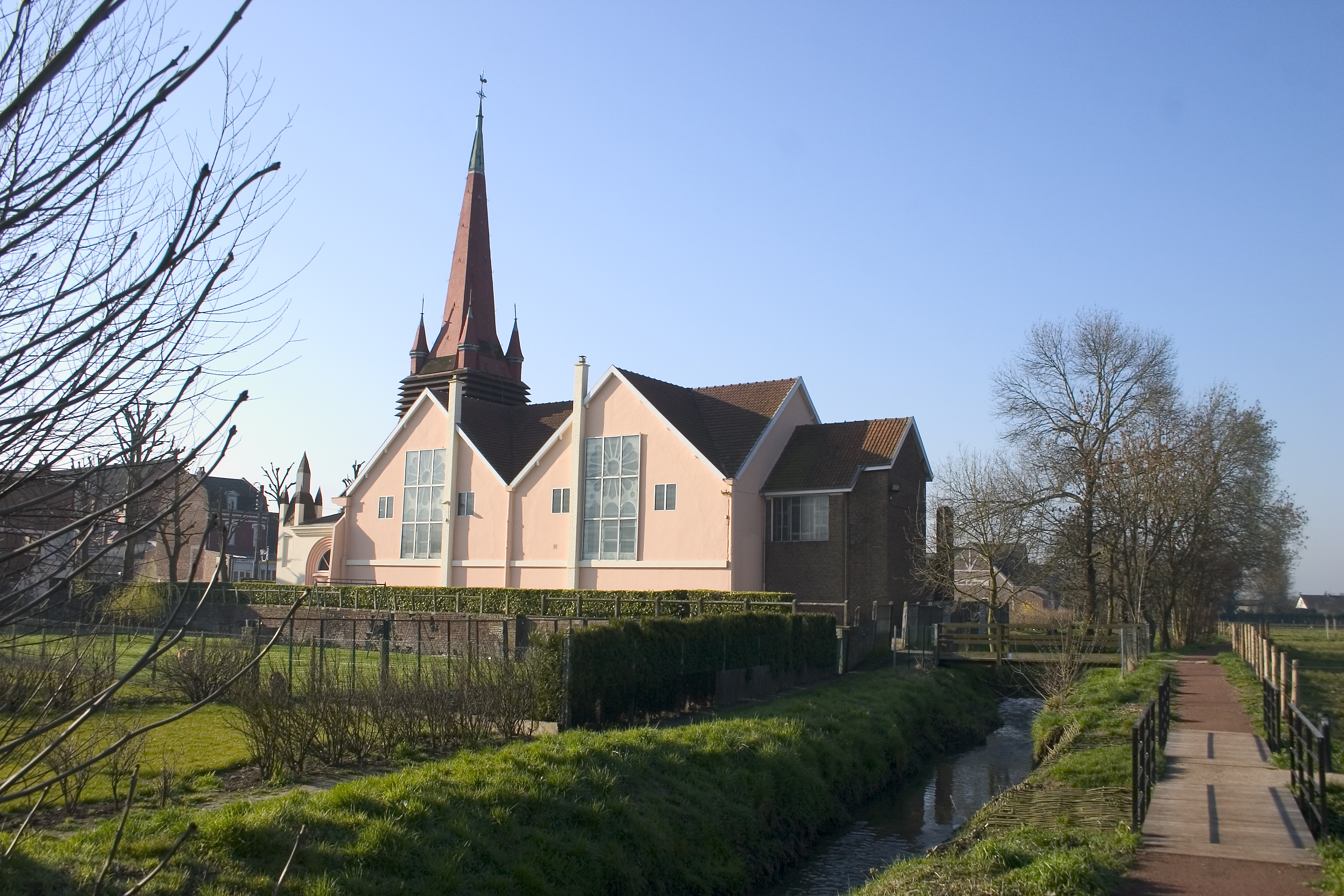
Церковь Святого Ведаста
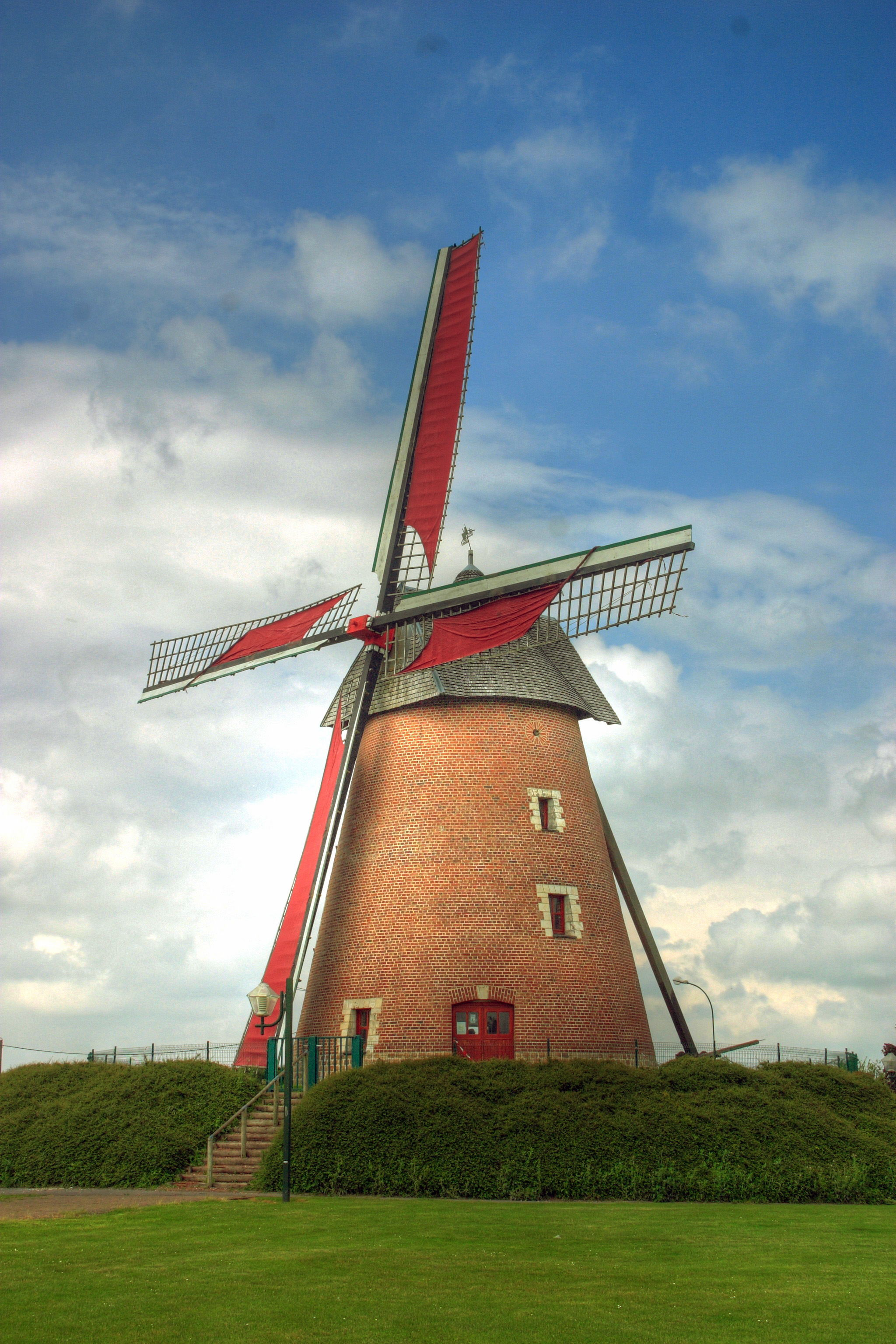
Мельница Ашикура

1. 1 2  база данных о французских коммунах — Национальный географический институт Франции, 2015.